# موسم گل (آلبوم)
موسم گل  نام یکی از آثار ایرج بسطامی است. این آلبوم با آهنگسازی و تنظیم محمدرضا درویشی تهیه شده است. این آلبوم در آوازهای دشتی و بیات اصفهان اجرا شده است.

## شرح
هنرمندان:
- آواز: ایرج بسطامی
- ویلن: منوچهر انصاری، خاچیک بابایان، همایون رحیمیان، ارسلان کامکار، رضا عالمی، مهدی جوانفر و ابراهیم لطفی
- تکنوازان ویلن: منوچهر انصاری و ارسلان کامکار
- ویلن آلتو: سیاوش ظهیرالدینی، نوروز یزدانی و بهروز کافی
- ویلنسل: عباس ظهیرالدینی، کریم قربانی و محسن تویسرکانی
- کنترباس: علیرضا خورشیدفر
- فلوت و فلوت پیکولو: ناصر رحیمی
- ابوآ: مجید انتظامی
- کلارینت: اکبر محمدی
- کلارینت باس و ساکسیفون آلتو: مصطفی منفردمنش
- فاگوت: محمد احمدیان و محسن افتاده
- هورن: جاوید مجلسی
- ترومپت: کیومرث میردادیان
- ترومبون: مهدی محمودی
- هارپ: آذرنوش صدرسالک
- تیمپانی و سازهای ضربی: علیرضا قوامی
- کمانچه: اردشیر کامکار
- سنتور: اردوان کامکار
- سه تار: پرویز مشکاتیان

فهرست آهنگ ها:
- تصنیف گریه کن (دشتی، شعر و آهنگ از عارف قزوینی)
- تصنیف موسم گل (دشتی، شعر از وحید دستگردی، آهنگ از موسی معروفی)
- جامه دران (بیات اصفهان، آهنگ از محمدرضا درویشی)
- تکنوازی قره نی (بیات اصفهان، سه تار: پرویز مشکاتیان، قره نی (کلارینت): محمد شیر خدایی)
- تصنیف سلسله موی دوست (بیات اصفهان، شعر از سعدی و علی اکبر شیدا، آهنگ از علی اکبر شیدا)

## اشعار

### متن تصنیف گریه کن
| گریه کن که گر سیل خون گری ثمر ندارد  |
| ناله‌ای که ناید ز نای دل اثر ندارد    |
| هرکسی که نیست اهل دل، ز دل خبر ندارد |
| دل ز دست غم مفر ندارد                |
| دیده غیر اشک تر ندارد                |
| این محرم و صفر ندارد                 |
| گر زنیم چاک                          |
| جیب جان چه باک                       |
| مَرد و جز هلاک                        |
| هیچ چارهٔ دگر ندارد                   |
| زندگی دگر ثمر ندارد                  |

عارف قزوینی

### متن تصنیف موسم گل
| موسم گل، دوره حسن، یک دو روز است، در زمانه                 |
| ای به دل آرایی به عالم فسانه، ای که ز تو مانده نکویی نشانه |
| خاطر عاشقان را میازار، خوش نباشد ز معشوقه آزار             |
| گر بسوزد، شمع و پروانه را با زبانه                         |
| چون شود روز، شمع و شب را نبینی نشانه                       |
| می‌کنی صید، مرغ بسته، می‌زنی سنگ، برشکسته                    |
| می‌کشی با تیغ ستم، یار خسته، خسته‌دلان یکسره در خون نشسته    |

وحید دستگردی